# Alfred von Glasenapp

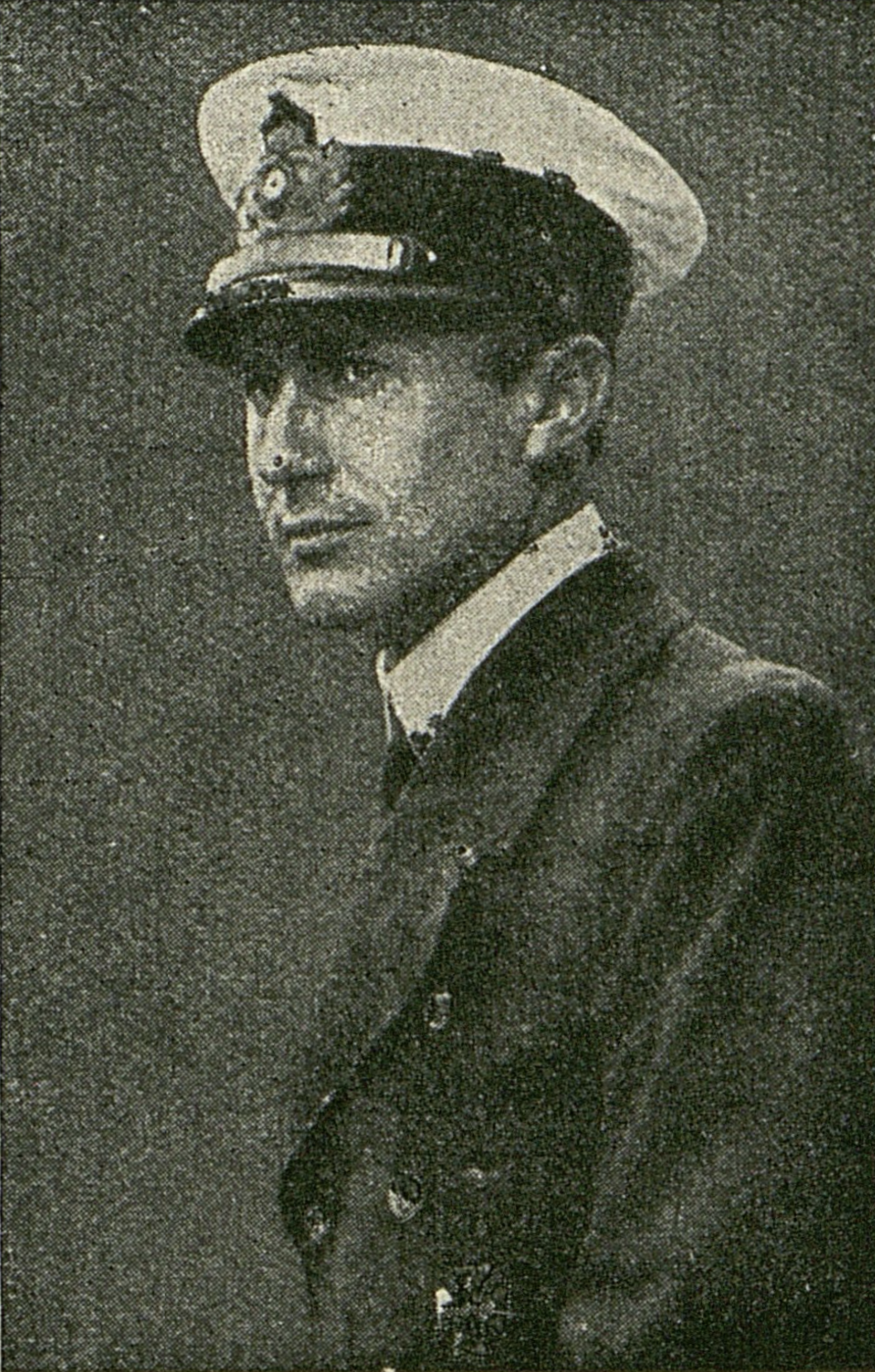
Alfred von Glasenapp (ca. 1918)

Alfred Kaspar Otto Gustav Richard von Glasenapp (* 7. Oktober 1882 in Öls, Schlesien; † 3. März 1958 in Schwerin) war ein deutscher Marineoffizier und U-Bootkommandant im Ersten Weltkrieg.

## Leben

### Herkunft
Alfred von Glasenapp entstammte dem Adelsgeschlecht von Glasenapp. Er war der älteste Sohn des Kaspar Otto Alexander von Glasenapp (1854–1915) und der Elsbeth, geb. Brüstlein (1859–1932).

### Werdegang
Alfred von Glasenapp trat am 1. April 1903 in die Kaiserliche Marine ein. Am 28. September 1906 wurde er zum Leutnant zur See befördert und war 1908 in der IV. Reserve-Halbflottille und zugleich in der Schul-Flottille.
Am 19. September 1914 wurde er zum Kapitänleutnant befördert. Später war er bis August 1915 Vorstand der Marine-Nachrichtenstation und Funkentelegraphie-Station auf Helgoland, kam dann zur Ausbildung bis Mai 1916 an die U-Bootsschule. Zeitgleich war er hier Kommandant von U 1. Anschließend hatte er bis Ende Juli 1917 das Kommando von U 80, welches neu in Dienst gestellt worden war. Bis Kriegsende war er einziger Kommandant von U 91.
Am 24. November 1919 schied Alfred von Glasenapp aus dem Militärdienst aus.
In seiner militärischen Laufbahn versenkte er fünfzig Schiffe (15 Schiffe mit U 80 und 35 mit U 91) mit insgesamt 121.418 BRT, mit der HMS Pheasant ein Kriegsschiff mit 1025 Tonnen und beschädigte sechs Schiffe mit insgesamt 47.429 BRT. Am 25. Januar 1917 versenkte U 80 den britischen Hilfskreuzer Laurentic. Bei dem Untergang starben rund 350 Menschen. Einer Mine von U 80 fiel am 1. März 1917 der britische Zerstörer HMS Pheasant zum Opfer, wobei hier die gesamte Besatzung von 88 Mann umkam. Am 28. April 1918 wurde die britische Oronsa durch U 91 versenkt.
Er war Ehrenritter des Johanniterordens.

### Familie
Am 10. April 1923 heiratete er in Schwerin Renata Johanna Elisabeth von Loewis of Menar (* 1902).

## Orden und Auszeichnungen
- Erlöser-Orden (Griechenland)
- Mecidiye-Orden (Osmanisches Reich)
- Eisernes Kreuz 1. und 2. Klasse
- Königlicher Kronen-Orden
- Ritterkreuz des Königlichen Hausorden von Hohenzollern mit Schwertern verliehen am 18. Mai 1918